# Hot Fuss
Hot Fuss è l'album di debutto del gruppo musicale statunitense The Killers, pubblicato nel giugno 2004.

## Tracce

### Edizione statunitense ed europea
Edizione statunitense
1. Jenny Was a Friend of Mine – 4:04 (Brandon Flowers, Mark Stoermer)
2. Mr. Brightside – 3:42 (Brandon Flowers, Dave Keuning)
3. Smile Like You Mean It – 3:54 (Flowers, Mark Stoermer)
4. Somebody Told Me – 3:17 (Brandon Flowers, Dave Keuning, Mark Stoermer, Ronnie Vannucci)
5. All These Things That I've Done – 5:01 (Brandon Flowers)
6. Andy, You're a Star – 3:14 (Brandon Flowers)
7. On Top – 4:18 (Brandon Flowers, Dave Keuning, Mark Stoermer, Ronnie Vannucci)
8. Change Your Mind – 3:10 (Brandon Flowers, Dave Keuning)
9. Believe Me Natalie – 5:06 (Brandon Flowers, Ronnie Vannucci)
10. Midnight Show – 4:02 (Brandon Flowers, Mark Stoermer)
11. Everything Will Be Alright – 5:45 (Brandon Flowers)

Traccia aggiuntiva inclusa nell'edizione europea (Regno Unito escluso)
1. Glamorous Indie Rock & Roll – 4:14 (Brandon Flowers, Dave Keuning, Mark Stoermer, Ronnie Vannucci)

Tracce bonus contenute nella Limited Edition e nell'edizione giapponese
1. The Ballad of Michael Valentine – 3:49 (Brandon Flowers, Dave Keuning)
2. Under the Gun – 2:33 (Brandon Flowers, Dave Keuning)

### Edizione britannica
In Regno Unito l'album è stato pubblicato in una versione leggermente diversa: il brano Glamorous Indie Rock & Roll viene infatti inserito come traccia 8, al posto di Change Your Mind.
1. Jenny Was A Friend Of Mine – 4:04 (Brandon Flowers, Mark Stoermer)
2. Mr. Brightside – 3:42 (Brandon Flowers, Dave Keuning)
3. Smile Like You Mean It – 3:54 (Flowers, Mark Stoermer)
4. Somebody Told Me – 3:17 (Brandon Flowers, Dave Keuning, Mark Stoermer, Ronnie Vannucci)
5. All These Things That I've Done – 5:01 (Brandon Flowers)
6. Andy, You're A Star – 3:14 (Brandon Flowers)
7. On Top – 4:18 (Brandon Flowers, Dave Keuning, Mark Stoermer, Ronnie Vannucci)
8. Glamorous Indie Rock & Roll – 4:14 (Brandon Flowers, Dave Keuning, Mark Stoermer, Ronnie Vannucci)
9. Believe Me Natalie – 5:06 (Brandon Flowers, Ronnie Vannucci)
10. Midnight Show – 4:02 (Brandon Flowers, Mark Stoermer)
11. Everything Will Be Alright – 5:45 (Brandon Flowers)

## Curiosità
- La canzone All These Things That I've Done, è stata usata in uno spot della Nike. È stata usata anche nel primo episodio della serie Gericho.
- La canzone Smile Like You Mean It è nella colonna sonora del telefilm americano The O.C., precisamente nella seconda stagione, che ha visto anche i Killers esibirsi in un locale dello sceneggiato.

## Classifiche

### Posizioni massime
| Classifica (2004-2022) | Posizione massima |
| ---------------------- | ----------------- |
| Australia              | 1                 |
| Austria                | 60                |
| Belgio (Fiandre)       | 95                |
| Belgio (Vallonia)      | 66                |
| Canada                 | 4                 |
| Europa                 | 6                 |
| Finlandia              | 15                |
| Francia                | 8                 |
| Germania               | 75                |
| Grecia                 | 4                 |
| Irlanda                | 1                 |
| Italia                 | 36                |
| Messico                | 88                |
| Nuova Zelanda          | 5                 |
| Paesi Bassi            | 46                |
| Regno Unito            | 1                 |
| Spagna                 | 35                |
| Stati Uniti            | 7                 |
| Svizzera               | 48                |

### Classifiche di fine anno
| Classifica (2004) | Posizione |
| ----------------- | --------- |
| Stati Uniti       | 148       |
| Classifica (2005) | Posizione |
| Australia         | 19        |
| Francia           | 79        |
| Irlanda           | 8         |
| Stati Uniti       | 17        |

### Classifiche di fine decennio
| Classifica (2000-2009) | Posizione |
| ---------------------- | --------- |
| Australia              | 97        |
| Stati Uniti            | 131       |

## Pubblicazione
| Regione     | Data di pubblicazione | Etichetta            | Versione              |
| ----------- | --------------------- | -------------------- | --------------------- |
| Regno Unito | 7 giugno 2004         | Lizard King, Vertigo | Edizione britannica   |
| Stati Uniti | 15 giugno 2004        | Island               | Edizione statunitense |
| Italia      | 8 ottobre 2004        | Island               | Edizione europea      |
| Stati Uniti | 16 agosto 2005        | Island               | Limited Edition       |